# Mas Blanc (Ullà)
El Mas Blanc és un edifici del municipi d'Ullà al Baix Empordà. Està construït al cim d'un petit turó a les faldes del sud-est de la Muntanya d'Ullà. El cim del turó és de 41,2 msnm i el mas és desplaçat pocs metres cap a l'oest d'aquest a 31,2 msnm mentre que la plana als seus peus a uns 200 metres cap a l'est és poc més per sobre dels 10 msnm. El mas domina i denomina als paratges que l'envolten formats per feixes de pedra seca que antigament terraplenaven el vessant per al conreu, encara present, de l'olivera.
Josep Vert el relaciona amb el Celsianum esmentat en el diploma de dos de juny del 844 de Carles el Calb on reafirmava la donació de Carlemany d'aquest feu al bisbat de Girona
En aquest indret hi ha un jaciment arqueològic descobert el 1975
que inclou restes del Paleolític i de l'època romana, també hi ha restes d'un forn de calç Hi ha una pedrera ben a prop i visible des de bona part de la plana. Encara el 2006 es trobava en explotació.
Tanmateix s'estan duent, però les primeres fases de la seva recuperació
Tot i així el 2010 es dictà una sentència judicial que n'ordenava el tancament.